# 平陆运河
平陆运河是中华人民共和国广西壮族自治区境内的一条在建的运河，起于横州市郁江西津水库平塘江口，经灵山县沙坪镇、旧州镇、陆屋镇沿钦江进入北部湾；全长134.2公里，建成后将成为一条中国西南地区由西江干流向南入海的江海联运大通道。

## 背景
广西水系发达，境内的西江西接云贵、东接粤港澳，水运繁忙。西江干流上的长洲水利枢纽船闸2021年通过量为1.5亿吨，严重超负荷运营，“堵船”现象不时发生。与此同时，西江水系与广西沿海地区缺少直接联系的水运通道，使得广西长期面临着虽然临海但没有江河通航入海的困局。

## 工程建设
平陆运河于2022年3月17日正式立项，同年8月28日正式开工建设。